# Neri Cardozo
Neri Raúl Cardozo Pringles (ur. 8 sierpnia 1986 w Mendozie) – argentyński piłkarz.
Od grudnia 2013 posiada również obywatelstwo meksykańskie.
Jest wychowankiem Boca. W pierwszej drużynie zadebiutował 16 lutego 2004 roku w meczu z Gimnasią La Plata. Od tego czasu regularnie występował w pierwszym zespole. W 2009 roku trafił do meksykańskiego zespołu Jaguares de Chiapas za sumę 2,1 miliona euro. W styczniu 2010 wypożyczono go do CF Monterrey, które rok później skorzystało z opcji wykupu.
Cardozo jest byłym reprezentantem Argentyny U-20. Wystąpił z nią na Młodzieżowych Mistrzostwach Świata w 2003 roku.
W dorosłej reprezentacji zadebiutował 18 kwietnia 2007 roku w spotkaniu z Chile.

## Sukcesy
| Sezon         | Klub           | Zwycięstwa w rozgrywkach   |
| ------------- | -------------- | -------------------------- |
| 2004          | Boca Juniors   | Copa Sudamericana          |
| 2005          | Argentyna U-20 | Mistrzostwa Świata U-20    |
| Apertura 2005 | Boca Juniors   | Primera División Argentina |
| 2005          | Boca Juniors   | Copa Sudamericana          |
| 2005          | Boca Juniors   | Recopa Sudamericana        |
| 2006          | Boca Juniors   | Recopa Sudamericana        |
| Clausura 2006 | Boca Juniors   | Primera División Argentina |
| 2007          | Boca Juniors   | Copa Libertadores          |
| 2010          | CF Monterrey   | InterLiga                  |
| Apertura 2010 | CF Monterrey   | Liga MX                    |
| 2011          | CF Monterrey   | Liga Mistrzów CONCACAF     |
| 2012          | CF Monterrey   | Liga Mistrzów CONCACAF     |
| 2013          | CF Monterrey   | Liga Mistrzów CONCACAF     |
| Apertura 2016 | Querétaro FC   | Copa MX                    |